# Panturichthys isognathus
Panturichthys isognathus är en fiskart som beskrevs av Poll, 1953. Panturichthys isognathus ingår i släktet Panturichthys och familjen Heterenchelyidae. Inga underarter finns listade i Catalogue of Life.